# IIIe congrès du Parti communiste (France)
Le IIIe congrès du Parti communiste français s'est tenu à Lyon du 20 au 24 janvier 1924.

## Résolution
Réorganisation du Parti en cellules.

## Membres de la direction

### Bureau politique
- Titulaires : Louis Sellier (secrétaire général), Jean Cremet et Georges Marrane (secrétaires adjoints), Marcel Cachin, Alfred Rosmer, Boris Souvarine, Joseph Tommasi

## Évènement en lien
Pendant le congrès, le 21 janvier 1924, Lénine mourut. Les membres du parti lui rendirent unanimement hommage à la clôture du congrès.